# Салона (крепост)
Крепостта Салона (на гръцки: Κάστρο Σαλώνων), наричана още и Ория (на гръцки: Ωριάς), е издигната от франките след превземането на Константинопол през 1204 г. на хълма на древния акропол на Амфиса на 225 м надморска височина. Предходната история на укреплението, съществувало на мястото на запазилата се до днес крепост на франкократията, има богата и бурна история, която започва от пеласгите и класическата античност и достига до годините на гръцката революция. Укреплението е нападано, обсаждано, разрушавано и ремонтирано многократно от древни македонци, гали, визиготи, хуни, българи, славяни, франки, каталани, османци.
Най-забележителното събитие от античния период е пълното унищожаване на акропола на Амфиса от Филип II Македонски през 338 г. пр.н.е. заради това, че местните ограбили съкровищата на Оракула на Делфи, считайки го за свой.
През средновековието Амфиса многократно е опустошавана – през 396 г. е разрушена от вестготите на Аларих I, а през 448 г. – от хуните на Атила. През 530 г. Юстиниан I укрепва Амфиса и до средата на IX век няма нови нашественици. Българите нахлуват във Фокида и обсаждат Амфиса няколко пъти неуспешно, докато през 996 г. цар Самуил не разрушава града и избива съпротивляващите се. През 1059 г. печенегите обсаждат Амфиса още веднъж и принуждават амфисийците да се скрият в пещерите на региона, за да избегнат клане.
След превземането на Константинопол от франките Амфиса става седалище на графство при Томас I д'Отременкур. Тогава е издигната и запазилата се крепост, а новото име на града по замъка му е Салона. Амфиса става столица на графство Салона. След края на графството крепостта е османска с изключение на периода от 1687 до 1698 г., когато е за кратко под венециански контрол. През XVIII век крепостта е многократно нападана от клефтите от Гиона и Парнас. По време на гръцката война за независимост Салона е първият град в Централна Гърция, който се разбунтува. На 27 март 1821 г. военачалникът Панургиас нахлува в града и на 10 април гърците превземат замъка Салона, първата крепост, която пада в гръцки ръце. Османският гарнизон в състав от 600 еничари е изклан. Османците си връщат за кратко владението на крепостта през 1825 г. и отново през 1826 г. до 1829 г., когато Салона окончателно става част от Гърция.